# تنسيق تبادل المواد
تنسيق تبادل المواد (بالإنجليزية: Material Exchange Format)‏ تُعَدُّ صيغة تنسيقًا لتخزين الوسائط الرقمية المهنية والصوتية، وهي محددة بمجموعة من معايير SMPTE. ويمكن استخدامها على سبيل المثال لتسليم الإعلانات إلى محطات التلفزيون، ولأرشفة البرامج التلفزيونية المبثوثة بدون استخدام الشرائط. كما تُستخدم جزءً من حزمة السينما الرقمية لتوصيل الأفلام إلى دور العرض التجارية.

## الاستخدام
ابتداءً من عام 2004، كان تنسيق تبادل المواد في عملية التطوير من الصيغة القياسية إلى النشر. وكان اتساع الصيغة يسبب مشاكل في التشغيل المتعدد، حيث يقوم المورِّدون بتنفيذ أجزاء مختلفة من الصيغة أو يفسرون أجزاءً مضلَّلة منها بطريقةٍ مختلفةٍ عن بعضهم البعض.
يتميز تنسيق تبادل المواد بفعاليةٍ نسبيةٍ في تبادل المواد الإعلامية بتنسيق D10 (IMX)، وذلك بفضل نجاح جهاز Sony eVTR وRDD eVTR من سوني إلى SMPTE. وأصبح الآن من الممكن القيام بالتدفقات العملية المشتملة على eVTR وأنظمة تحرير الفيديو من Avid وخوادم البث المستخدمة تنسيق تبادل المواد بالتنسيق مع AAF.